# Tiznit
Tiznit is een stad in Marokko en is de hoofdplaats van de provincie Tiznit.
In 2014 telde Tiznit zo’n 75.000 inwoners.

## Geboren
- Hassane Idbassaïd (1967), zanger en schrijver